# Heritage of the Desert (1924)
Heritage of the Desert é um filme de faroeste, baseado no romance de Zane Grey e estrelado por Bebe Daniels, Ernest Torrence e Noah Beery.
O filme foi lançado pela Paramount Pictures com sequências filmadas em um processo inicial de Technicolor. Uma cópia é declaradamente preservada no arquivo Gosfilmofond, em Moscou, Rússia.

## Elenco
- Bebe Daniels - Mescal
- Ernest Torrence - August Naab
- Noah Beery
- Lloyd Hughes - Jack Hare
- Anne Schaefer - Sra. Naab (como Anne Schaeffer)
- James Mason - Snap Naab
- Richard Neill - Dene (como Richard R. Neill)
- Tom London - Dave Naab (como Leonard Clapham)